# Perfect Timing
Albums de Outlawz
Killuminati 2K11
(2011)
Singles
1. 100 MPH
Sortie : 3 mai 2011

Perfect Timing est le sixième album studio du groupe Outlawz, sorti le 13 septembre 2011.

## Liste des titres
| No  | Titre                                                     | Durée |
| --- | --------------------------------------------------------- | ----- |
| 1.  | Intro – Change Gon Come (featuring Prentice of Tru Soul)  | 1:42  |
| 2.  | Perfect Timing (featuring Chae et Tony Williams)          | 4:15  |
| 3.  | Keep It Lit (featuring Yung Phat Pat)                     | 4:36  |
| 4.  | Fast Lane (featuring King Malachi)                        | 3:45  |
| 5.  | Pay Off (featuring Young Buck et Kastro)                  | 3:26  |
| 6.  | Paranoid (featuring Z-Ro, Trae Tha Truth et June Summers) | 4:23  |
| 7.  | Pushin On (featuring Scarface et Lloyd)                   | 4:25  |
| 8.  | Tell Me Sumthin Good                                      | 3:44  |
| 9.  | Once in a Lifetime (featuring Aktual)                     | 3:55  |
| 10. | So Clean (featuring Stormey Coleman)                      | 3:57  |
| 11. | 100 MPH (featuring Bun B et Lloyd)                        | 4:04  |
| 12. | Remember Me (featuring Tony Williams)                     | 3:27  |
| 13. | Borrowed Time (featuring Livya Lee)                       | 3:46  |
| 14. | Dont Wait (featuring Krayzie Bone et Aktual)              | 4:34  |
| 15. | New Years (featuring Tech N9ne)                           | 4:14  |
| 16. | All the Time (featuring Belly)                            | 3:55  |